# Colombo (månkrater)
För andra betydelser, se Colombo (olika betydelser).
Colombo är en nedslagskrater på månen. Colombo har fått sitt namn efter den italienske upptäcktsresanden Christofer Columbus.
Kratern har en diameter på ungefär 79 km.

## Satellitkratrar
| Colombo | Latitud  | Longitud | Diameter |
| ------- | -------- | -------- | -------- |
| A       | 14.18° S | 44.46° Ö | 40.8 km  |
| B       | 16.41° S | 45.16° Ö | 13.5 km  |
| E       | 15.82° S | 42.38° Ö | 14.9 km  |
| G       | 14.01° S | 43.44° Ö | 9.0 km   |
| H       | 17.45° S | 44.13° Ö | 14.1 km  |
| J       | 14.3° S  | 43.62° Ö | 6.0 km   |
| K       | 15.83° S | 46.44° Ö | 5.0 km   |
| M       | 14.64° S | 47.8° Ö  | 15.7 km  |
| P       | 15.11° S | 47.9° Ö  | 5.9 km   |
| T       | 18.97° S | 45.46° Ö | 10.0 km  |